# Операція «Маскот»
Операція «Маскот» (англ. Operation Mascot) — невдала операція палубної авіації Королівського військово-морського флоту Великої Британії в серії нальотів на німецький лінкор «Тірпіц», що була проведена 17 липня 1944 року за часів Другої світової війни. Основною метою операції визначалося знищення або виведення з ладу лінкора, що переховувався на базі в Каафіорд, у північній Норвегії, і за даними розвідки союзників відновився після зазнаних пошкоджень унаслідок попереднього нальоту авіації союзників 3 квітня 1944 року в операції «Тангстен».
У ранкові години 17 липня з палуби трьох британських авіаносців піднялася в повітря ударна група з 44 пікіруючих бомбардувальників під прикриттям 40 винищувачів. Німецькі радари своєчасно виявили наближення ворожих літаків, на базі була оголошена повітряна тривога, екіпаж «Тірпіца» встановив димову завісу, а обслуга зенітних гармат підготувалася до відбиття нападу. Лише одиниці з британських льотчиків змогли побачити лінійний корабель Крігсмаріне в таких умовах, тому проведена повітряна атака не дала яких-небудь результатів, «Тірпіц» у черговий раз вцілів.
Унаслідок операції «Маскот» німці втратили одне патрульне судно від ударів з повітря, британці лишилися трьох літаків, збитих протиповітряними засобами противника в Каафіорді. Коли група німецьких підводних човнів здійснила спробу контратакувати британську авіаносну групу, але безрезультатно, натомість два човни були затоплені британськими патрульними літаками, ще кілька дістали пошкоджень.
Наприкінці серпня 1944 року Королівський флот провів чергову операцію зі знищення «Тірпіца» — операцію «Гудвуд» — однак і вона знову завершилася невдало; після цього завдання на ліквідацію найпотужнішого німецького корабля отримали Королівські повітряні сили.

## Історія

### Передумови
На початок 1942 року із запровадженням системи союзних арктичних конвоїв, що здійснювали поставки через Норвезьке море до Радянського Союзу важливих матеріалів, озброєння, майна тощо за програмою ленд-лізу, німецький лінійний корабель «Тірпіц» почав становити велику загрозу для цих конвоїв суден. Базуючись у північних фіордах Норвегії, лінійний корабель міг легко вийти у відкритий океан, розбити сили супроводу транспортних конвоїв або навіть прорватися в Північну Атлантику. Для протистояння цій загрозі, союзне командування було змушено тримати потужне угруповання свого Домашнього флоту в постійній готовності до відсічі ймовірного прориву «Тірпіца», а значна кількість основних кораблів супроводжувала більшість конвоїв на їхньому шляху до Радянського Союзу.
Протягом 1942 та 1943 року на «Тірпіц» було здійснено кілька нападів повітряними та військово-морськими силами, але вони не досягли успіху. 23 вересня 1943 року два британські надмалі підводні човни типу «X» проникли за систему оборони по периметру лінкора на його головній якірній стоянці в Каафіорді на півночі Норвегії під час операції «Сурс» та поставили підривні заряди під корпусом корабля. Результатом вибуху стало серйозне пошкодження «Тірпіцу», що вивело його з ладу на шість місяців.
30 березня 1944 року, після чотирьох місяців інтенсивної підготовки, британський Домашній Флот попрямував до берегів Норвегії для проведення чергової операції «Тангстен». 3 квітня літаки з п'яти авіаносців завдали удару по кораблю. Британські льотчики зустріли серйозний опір німців. П'ятнадцять авіабомб вразили лінкор, кулеметний вогонь винищувачів завдав важких втрат гарматним обслугам. Втрати британців склали чотири літаки, дев'ять пілотів загинуло. Внаслідок британської атаки 122 німецьких моряків загинуло, а ще 316 — зазнали поранень. Водночас, руйнувань, заподіяних «Тірпіцу», виявилося недостатньо для того, щоб цілком знищити корабель або надовго вивести його з ладу. І до середини липня роботи щодо його відновлення були завершені.

### Підготовка
З отриманням розвідувальних даних про відновлення боєготовності «Тірпіца» Британське адміралтейство відразу почало готувати чергову операцію по знищенню цього корабля. Адмірал Генрі Рутвен Мур, командувач Домашнім флотом Британії, виділив на проведення операції «Маскот» авіаносну групу з трьох авіаносців «Формідабл», «Індіфатігебл» та «Фьюріос», які прикривали чотири крейсери «Беллона», «Кент», «Девоншир» і «Джамайка», 13 есмінців: «Марна», «Матчлес», «Мілн», «Мушкетір», «Нубіан», «Скордж», «Верулам», «Віджілент», «Віраго», «Волейдж», «Бульдог», «Алгонкін» та «Сіу» та три фрегати типу «Кептен» «Бурже», «Гост» і «Інмен».
Палубна авіація, що мала атакувати німецький лінкор, нараховувала 48 торпедоносців «Баракуда», 28 винищувачів «Сіфайрів», 18 «Корсар», 20 F6F «Хеллкет», 12 протичовнових літаків «Файрфлай» та три розвідувальні літаки «Сордфіш».
Після останнього нападу британців в операції «Тангстем» система захисту Каафіорду була значно поліпшена. До цього рейду вона складалася з одинадцяти батарей зенітних гармат, кількох зенітних бойових кораблів і системи димогенераторів, здатної заховати «Тірпіц» від літаків. Після нападу були встановлені додаткові радіолокаційні станції та спостережні пункти, а кількість димогенераторів, розташованих навколо лінкора, була збільшена. Зенітне озброєння власно лінійного корабля також була посилена, поки він ремонтувався, були встановлені додаткові 20-міліметрові зенітні гармати, а 150-мм гармати модернізували так, що вони могли використовуватись для відбиття авіанальотів.
Окрім німецьких військ, розташованих поблизу Каафіорда, навколо острова Ян-Маєн також була влаштована мережа патрулювання з 12 підводних човнів, із завданням своєчасного перехоплення будь-яких британських кораблів, в разі їхнього виходу в Норвезьке море. Підводні човни на час проведення операції «Маскот» були U-347, U-361, U-365, U-387, U-636, U-716, U-742, U-921, U-956, U-965, U-992 та U-995.

### Напад
14 липня вся авіаносна група британського флоту одночасно вийшла зі Скапа-Флоу. 12 німецьких підводних човнів, що чергували в Норвезькому морі не змогли встановити цей факт, та своєчасно попередити про вихід британських кораблів на північ. Ввечері 16 липня флот підійшов на визначену відстань від Каафіорда для запуску своїх палубних літаків. Основна ударна група складалася з 44 пікіруючих «Баракуд», яких прикривали на маршруті перельоту 18 «Корсарів», 20 F6F «Хеллкетів» і 12 «Файрфлаєв». Майже усі пікіруючі бомбардувальники були озброєні потужними бронебійними 730-кг бомбами; решта літаків несла по три 230-кг бомби.
Незабаром після півночі 17 липня авіація почала зліт з палуб авіаносців та шикування в бойові порядки, й о 01:35 вирушила на ціль. Спочатку усі літаки летіли на висоті 15 метрів над рівнем моря, максимально ухиляючись від виявлення німецькими радіолокаторами, а на відстані 10 хвилин польоту до норвезького узбережжя «Баракуди» піднялися на 2700 м, а винищувачі ще вище.
О 02:00 німецькі радіолокаційні станції виявили армаду літаків, коли вони були в 69 км від Каафіорда. За тривогою були приведені в дію усі розрахунки зенітників, запущені генератори диму, які швидко накрили корабель штучною хмарою густого диму. О 02:19 відкрила вогонь берегова та корабельна зенітна артилерія. В результаті лише два бомбардувальники та два винищувачі змогли в таких умовах побачити «Тірпіц» і продовжити атаку. Решта літаків або атакувала наосліп по спалахах зенітних гармат, або атакувала другорядні цілі, як-то есмінець Z33 та малий патрульний корабель Vp 6307, єдиний, котрий зазнав важких ушкоджень унаслідок повітряного нальоту. Атака продовжувалася 25 хвилин, було досягнуто сім близьких влучень біля корабля, але лінкору не було заподіяно ніякої шкоди.
Британці втратили від зенітного вогню один «Корсар», одна пошкоджена «Баракуда» впала в море вже по поверненню; декілька літаків зазнали уражень різного ступеня важкості.
Другий британський рейд, який повинен був розпочатися о 08:00 17 липня, був скасований за дві хвилини до того, як літаки повинні були почати зліт з палуби, коли навколо авіаносців почав утворюватися туман; командувач віддав наказ повернутися авіаносній групі до бази Скапа-Флоу.
На зворотному шляху німецькі субмарини здійснили спробу атакувати британський флот, проте, патрульна авіація своєчасно виявила їх і ввечері 17 липня B-24 Ліберейтор потопив U-361, а PBY «Каталіна» — U-347. Британські кораблі безперешкодно повернулися на базу.

### Наслідки
Відразу після безрезультативного завершення операції «Маскот» британське адміралтейство розпочало розробку нового плану атаки на німецький лінкор. Наступний наліт відбувався з 22 до 29 серпня. В операції «Гудвуд» взяло участь вже три авіаносці флоту та два ескортні, проте результат також був невтішним. При авіанальоті були втрачені 17 літаків британської авіації флоту, загинуло 40 пілотів. Німецький U-354 потопив торпедою британський фрегат «Бікертон», був пошкоджений ескортний авіаносець «Набоб».